# Micheldorf (Carinthie)
Pour les articles homonymes, voir Micheldorf.
Micheldorf est une commune autrichienne du district de Sankt Veit an der Glan en Carinthie.